# John Renard
John Renard (geb. 1944) ist ein US-amerikanischer Islamwissenschaftler und Orientalist, mit dem Interessenschwerpunkt islamische Theologie und Kunstgeschichte.

## Leben und Werk
John Renard wurde 1944 geboren. Er trat 1962 dem Jesuitenorden bei und wurde 1973 zum römisch-katholischen Priester ordiniert. Er erwarb seinen B.A. (in Philosophie und Klassischen Sprachen) und M.A. (in Biblischer Literatur) von der St. Louis University. Seinen Ph.D. (1978) erwarb er in Islamwissenschaft von der Harvard University am Department of Near Eastern Languages and Civilizations (Abteilung für Sprachen und Kulturen des Nahen Ostens). Seit 1978 ist er Associate Professor of Theological Studies an der St. Louis University. Er spezialisierte sich auf mittelalterliche religiöse Literatur in arabischer und persischer Sprache. Seine Dissertation befasste sich mit der Prophetologie des großen Sufis Jalal ad-Din Rumi aus dem 13. Jahrhundert und wurde später unter dem Titel All the King Falcons: Rumi on Prophets and Revelation veröffentlicht (1994). Er ist Professor am Department für Theologie der Saint Louis University. Er unterrichtete seit 1978 Islamwissenschaft, Religionsgeschichte und vergleichende Theologie.
Seine Publikationen umfassen ein breites Spektrum. Er ist Autor von mehr als einem Dutzend Büchern und vielen Artikeln, Buchkapiteln, Lexikonbeiträgen und Rezensionen.
Paul Renard lebt seit vielen Jahren verheiratet mit seiner Frau Mary Pat in St. Louis (Missouri).

## Publikationen
- All the King's Falcons: Rumi on Prophets and Revelation. (SUNY, 1994)
- Ibn ʻAbbād of Ronda: Letters on the Sūfī Path (Paulist, 1986) (Classics of Western Spirituality) Online-Teilansicht
- Knowledge of God in Classical Sufism : Foundations of Islamic Mystical Theology (Paulist, 2004). Classics of Western Spirituality Inhaltsübersicht
- Seven Doors to Islam: Spirituality and the Religious Life of Muslims. (Univ. of California Pr., 1996)
- Windows on the House of Islam: Muslim Sources on Spirituality and Religious Life. (University of California Press, 1998) [companion anthology]
- Islam and the Heroic Image: Themes in Literature and the Visual Arts. (University of South Carolina Press, 1993, paperback Mercer UP, 1999)
- Understanding the Islamic Experience (Paulist, 2002), zuvor erschienen unter dem Titel: In the Footsteps of Muhammad (Paulist, 1994)
- (in der 101 Questions series der Paulist Press die Bände über): Islam (1998); Hinduism (1999); Buddhism (1999); Daoism, Confucianism, and Shinto (2002)
- The Handy Religion Answer Book (Visible Ink Press, 2001).
- The A to Z of Sufism. Scarecrow Press 2009. Historical Dictionaries of Religions, Philosophies, and Movements Series 58 (Digitalisat)
- Historical Dictionary of Sufism. 2015 (Online-Teilansicht)
- Friends of God: Islamic Images of Piety, Commitment, and Servanthood and the companion anthology Tales of God's Friends: Islamic Hagiography in Translation. (University of California Press, 2008 and 2009)
- Islam and Christianity: Theological Themes in Comparative Perspective. (University of California Press, 2011)
- Fighting Words: Religion, Violence, and the Interpretation of Sacred Texts. (University of California Press, 2012)
- Islamic Theological Themes: A Primary Source Reader. (University of California Press, 2014) Inhaltsübersicht